# 대한민보
《대한민보(大韓民報)》는 대한제국 말기에 대한협회에 발행한 신문이다.

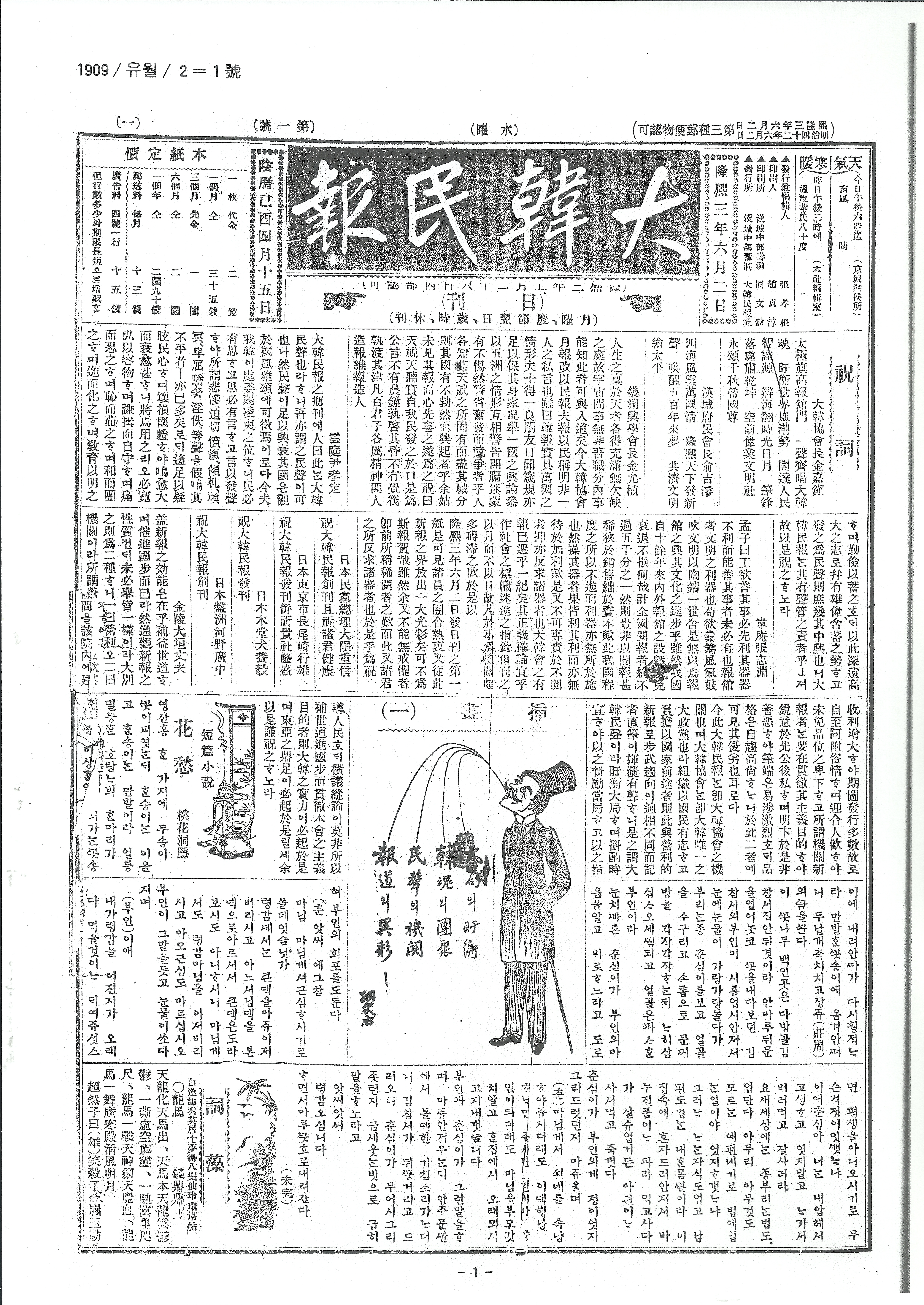
대한민보 창간호

## 개요
대한협회는 대한자강회를 계승한 애국계몽계열의 단체이다. 대한협회가 1908년부터 월간으로 발행하던 《대한협회회보》는 1909년에 발행 중지되었고, 1909년 6월 2일에 일간 신문 《대한민보》가 창간되었다.
이 신문은 1910년 한일 병합 조약 체결 직후 8월 30일자(제356호)부터는 ‘대한(大韓)’이라는 글자를 떼어내고 《민보》로 제호를 바꾸어 하루 발간한 뒤 8월 31일에 폐간되었다. 사장은 개화파 출신의 천도교 지도자 오세창이 맡았고, 윤효정, 정운복 등이 참여하였다.

## 한국 최초의 시사만화
1909년 6월 2일 《대한민보》 창간호에서 한국 최초로 화가 이도영(李道榮)이 그린 시사만화를 ‘삽화’(揷畫)라는 이름으로 게재하였다. 인쇄를 이우승(李愚升)이 조각한 목판화로 하였기 때문에 선명도는 떨어졌다. 이것은 또한 한국 최초의 만화이기도 하다.
그 시사만화는 압제에 대한 투쟁 수단으로서 비롯하였으며, 금방 눈에 띄는 제1면 중앙에 위치하였고 《대한민보》가 폐간될 때까지 그 자리를 지켰다. 당시 시사만화의 성격은 초보적이며 계몽적이었고, 그 내용은 주로 일제 침략의 야만성과 친일 매국노들을 규탄하는 내용이었고, 그밖에 계몽적인 내용이 더해졌다. 검열에 걸려 시사만화가 삭제되면 제1면 중앙을 시커멓게 먹칠을 한 채 발행하였다.

## 같이 보기
- 대한협회